# Bugha al-Kabir
Bugha al-Kabir (arabisch بُغا الكبير), auch Bugha al-Turki (arabisch بُغا التركي), (* um 770; † August 862) war ein im 9. Jahrhundert lebender chasarischer General im Dienste des Abbasiden-Kalifats.

## Leben
Bugha al-Kabir war chasarischer Herkunft und wurde zusammen mit seinen Söhnen 819/820 vom Kalifen al-Mu'tasim als Militärsklave (ghulam) erworben. Er wird erstmals 825 und dann wieder 835 erwähnt, als er Verstärkungen im Kampf gegen die churramitischen Rebellen von Babak Chorramdin anführte. Bugha nahm auch an Mu'tasims Amorion-Feldzug im Jahr 838 teil, wo er die Nachhut anführte, und diente später als Kammerherr des Kalifen. In den Jahren 844/845 unterdrückte er einen Aufstand der Beduinenstämme in Zentralarabien.
Als Nächstes spielte er eine wichtige Rolle bei der Niederschlagung des armenischen Aufstands von 850-855: 852 wurde er vom Kalifen al-Mutawakkil mit dessen Niederschlagung betraut. Von seinem Stützpunkt Diyar Bakr aus nahm er zunächst die südliche Hälfte Armeniens ins Visier, d. h. die Regionen Vaspurakan und Vansee, bevor er nach Norden in Richtung Dwin, Iberia und Albania zog. Während dieser Feldzüge besiegte er auch den abtrünnigen Emir von Tiflis, Ishaq ibn Isma'il, und plünderte und brannte Tiflis nieder. Ende 853 hatte er das Land unterworfen und viele kaukasische Magnaten und Prinzen (die Eristavi und Nacharar) gefangen genommen, darunter Grigor-Derenik Artsruni, seinen Onkel Gurgen und seinen Vater Ashot I., die alle in die Kalifenhauptstadt Samarra geschickt wurden.
Bugha wurde 857/8 an die Grenze (al-ʿAwāsim) gegen das Byzantinische Reich entsandt, wo er sich auszeichnete und für die nächsten Jahre blieb. So war er zum Zeitpunkt der Ermordung Mutawakkils nicht in Samarra, kehrte aber zurück, als er davon erfuhr. Nach dem Tod von Mutawakkils Erben, al-Muntasir, einige Monate später, wählten Bugha und die anderen türkischen Befehlshaber der abbasidischen Armee al-Musta'in zu seinem Nachfolger (siehe „Anarchie von Samarra“). Bugha starb einige Monate später, im August 862, Berichten zufolge im Alter von „über 90 [Mond-]Jahren“. Sein Sohn Musa und dessen Söhne wiederum stiegen im späten 9. Jahrhundert in die höchsten Hof- und Militärämter in Samarra auf.

## Trivia
Nach al-Mutawakkils Ermordung wurden dessen Sklaven als Besitz verteilt, wobei seine Geliebte und Sängersklavin Mahbuba in die Hände des türkischen Generals Wasif al-Turki fiel. Auf Bitten von Bugha wurde diese ihm schließlich zum Geschenk gemacht, womit er ihr wohl das Leben rettete und sie schließlich freiließ.